# Billy Arce
Billy Vladimir Arce Mina (ur. 12 lipca 1998 w Esmeraldas) – ekwadorski piłkarz występujący na pozycji napastnika w ekwadorskim klubie LDU Quito. Wychowanek Independiente del Valle, w trakcie swojej kariery grał także w takich zespołach, jak Brighton & Hove Albion, Extremadura, Emelec oraz Barcelona SC.